# Simon Ushakov

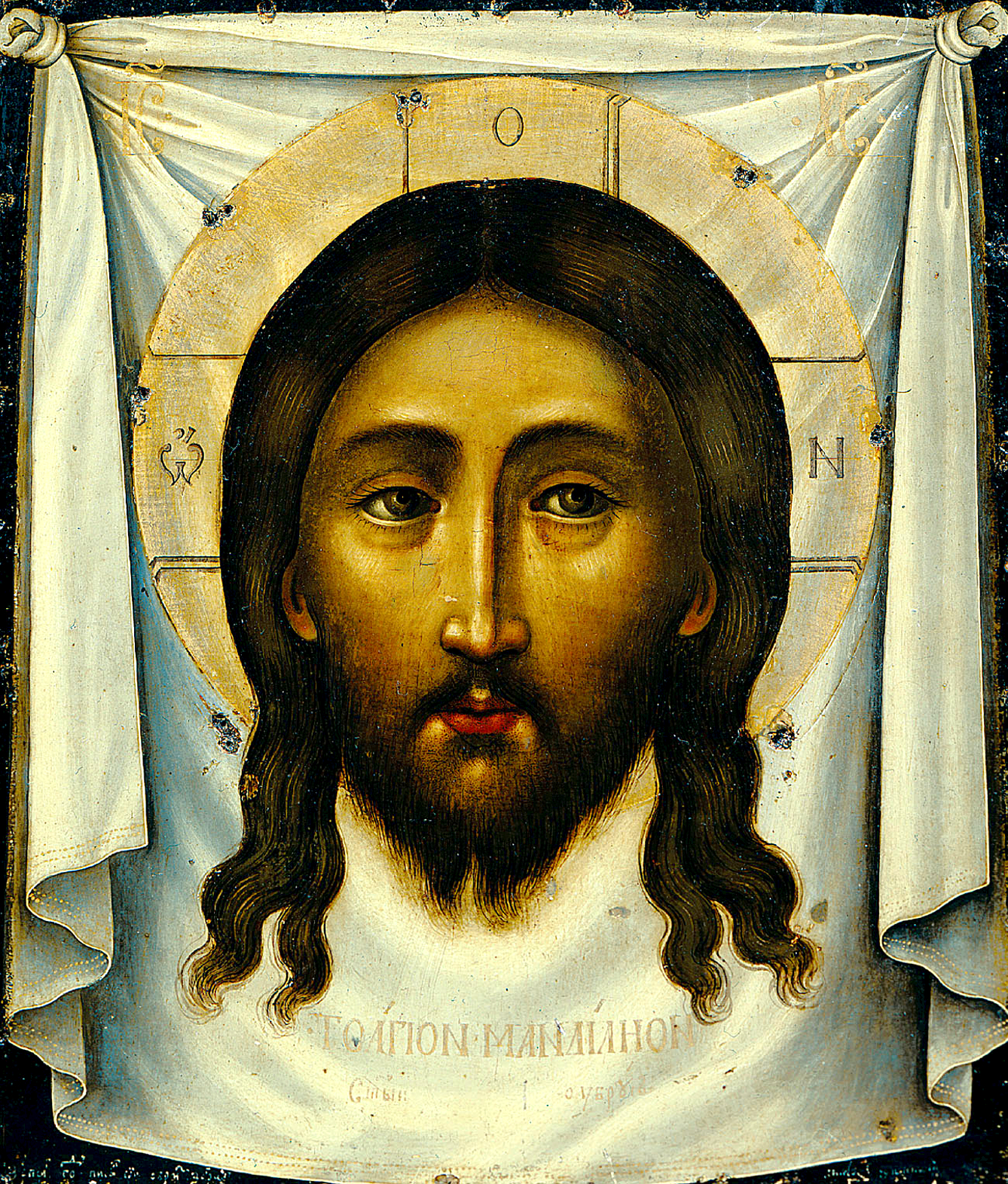
Salvador Ajeiropoieta, Mandylion pintado por Ushakov en el Monasterio de la Trinidad y San Sergio (Тро́ице-Се́ргиева Ла́вра) en 1658. Es una pieza clave de la pintura de iconos moscovita del.

Simon (Pimen) Fiódorovich Ushakov (nótese que su nombre se pronuncia Símon y no Simón) (En ruso, Си́мон (Пимен) Фёдорович Ушако́в, 1626- Moscú, 25 de junio de 1686) fue un destacado artista gráfico ruso de finales del siglo XVII. Junto con Fiódor Zúbov y Fiódor Rozhnov, se lo relaciona con la exhaustiva reforma de la Iglesia Ortodoxa Rusa emprendida por el patriarca Nikon.

## Biografía
Casi nada se sabe de los primeros años de Simon Ushakov. Su fecha de nacimiento se deduce de su inscripción en uno de los iconos: En el año 7166 pintó este icono Simon Ushakov hijo, a la edad de 32 años.
A los veintidós años se convirtió en artista pagado de la Cámara de Plata, afiliado con la Armería del Kremlin. Los colores brillantes y frescos y las exquisitas líneas curvas de sus iconos proto-barrocos llamaron la atención del patriarca Nikon, quien se lo presentó al zar Alekséi Mijáilovich. Se convirtió en un gran favorito de la familia real y con el tiempo (1664) lo nombraron para la Armería del Kremlin, dirigida por un educado boyardo Bogdán Jitrovó.
Ushakov tuvo numerosos alumnos y asociados e incluso publicó un corto tratado sobre la pintura de iconos titulado Una palabra sobre la pintura de iconos amantemente meticulosa (1664). Algunos de los más conservadores sacerdotes rusos, como el arcipreste Avvakum, consideraron sus iconos como una «lasciva obra del demonio», pues eran demasiado occidentales para sus gustos. Avvakum, en particular, alegó que Ushakov pintó sus «santos carnales» según su propia corpulenta apariencia.
Ushakov también ejecutó encargos seculares y produjo grabados para ilustraciones de libros. En otras palabras, fue uno de los primeros pintores seculares de Rusia. Algunos de sus iconos, transportados a Europa Occidental, fueron determinantes para fomentar el interés por la naciente pintura rusa. Falleció el 25 de junio de 1686 en Moscú.

## Obras

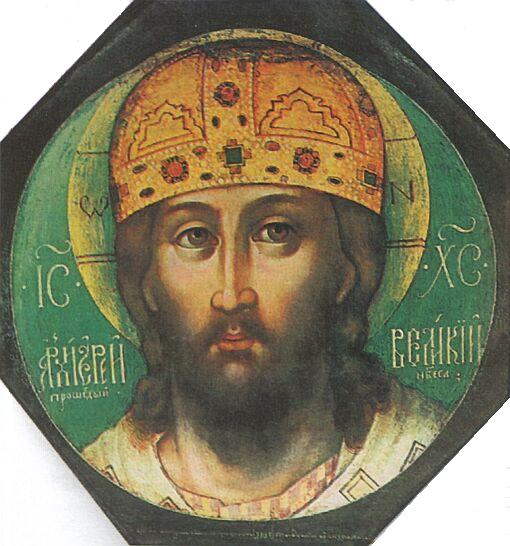
Gran jerarca, 1658
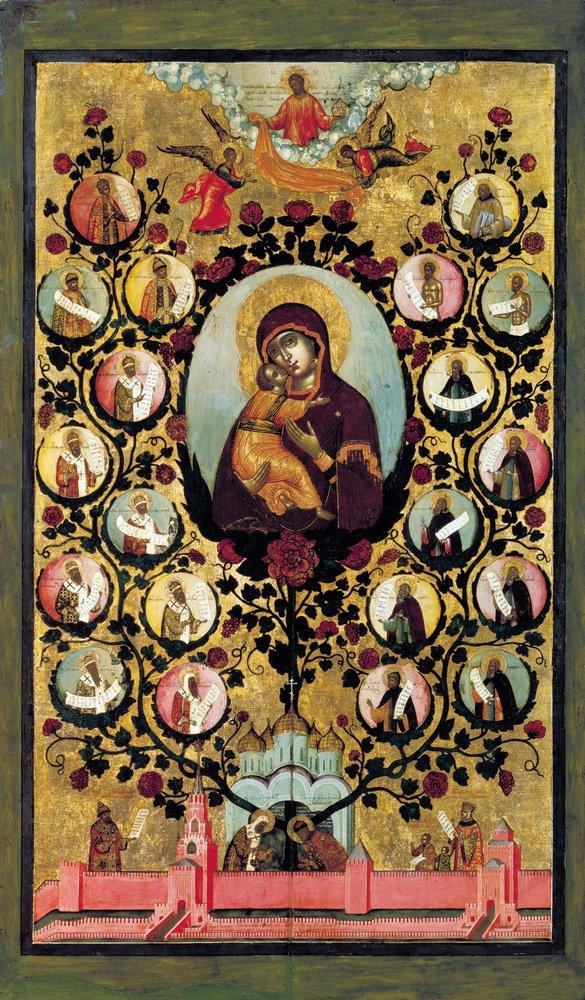
Alabanza a iconos de la Virgen de Vladímir. Los tres del Estado Ruso, 1668
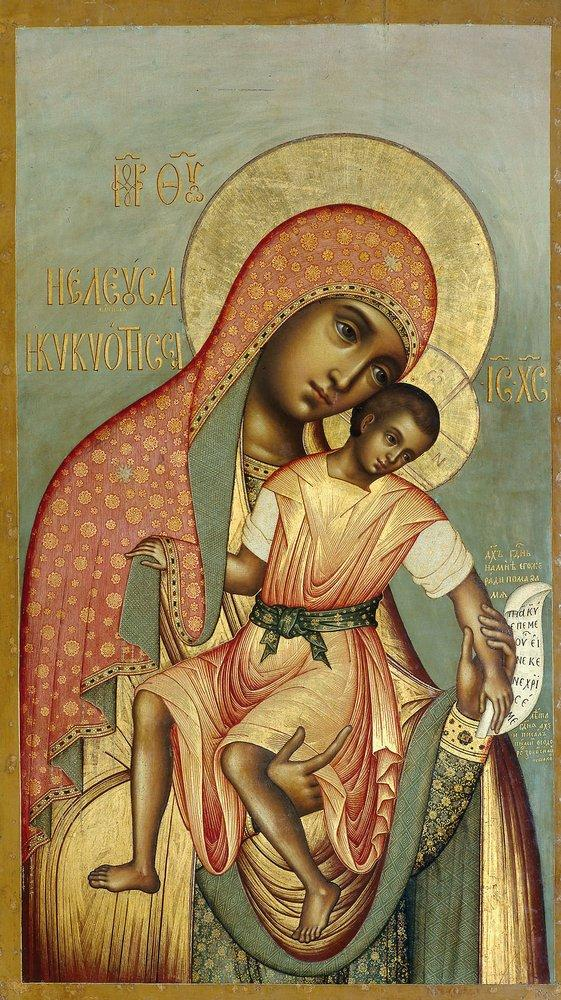
Nuestra Señora de Eleus, 1668
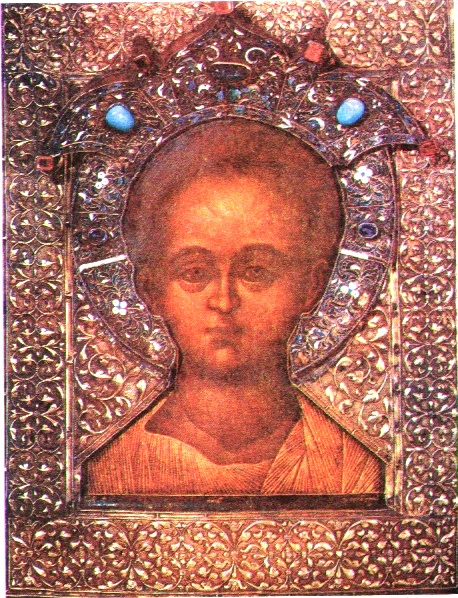
Cristo-Emanuel, 1668,
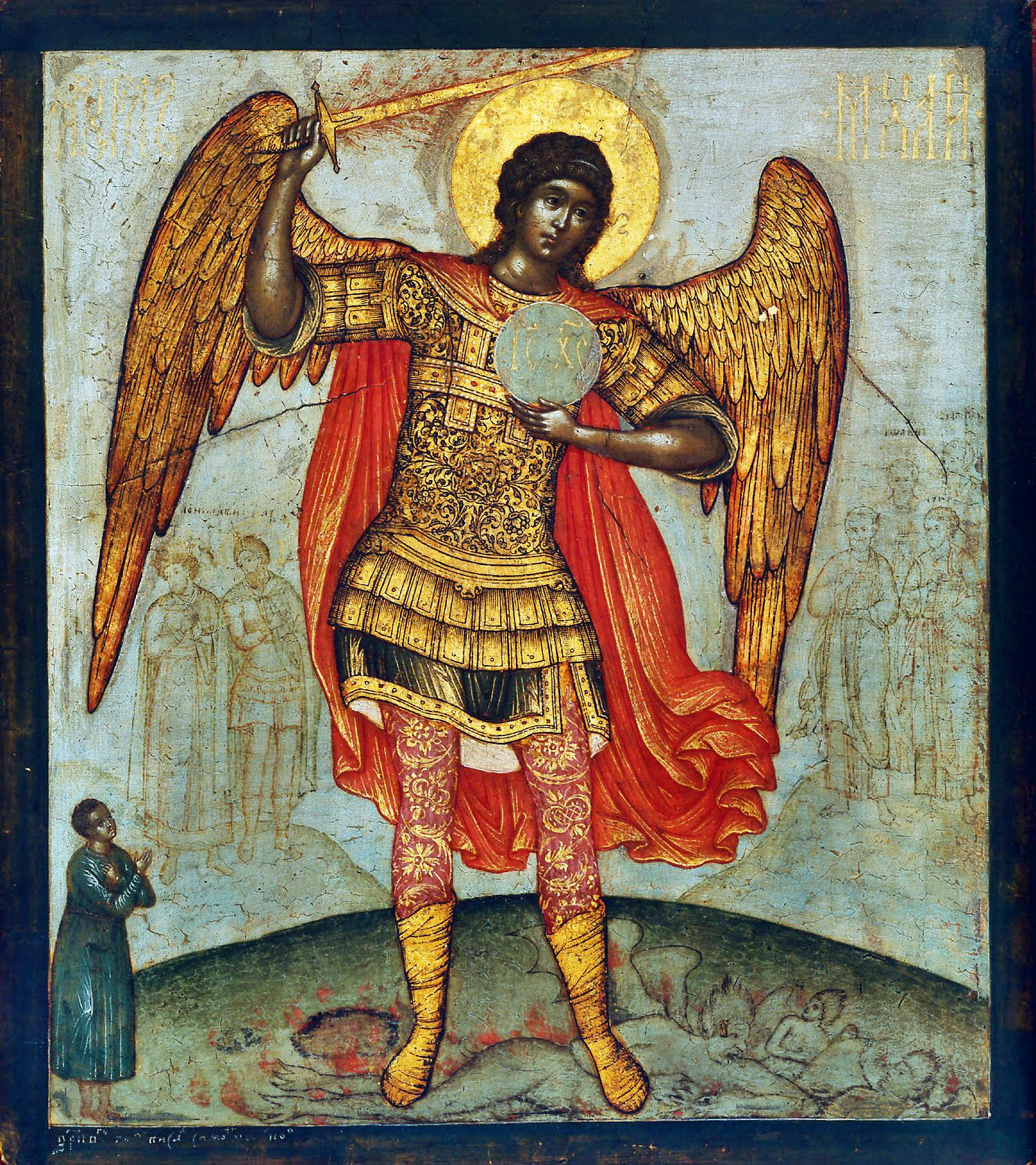
Arcángel Miguel pisoteando al demonio, 1676
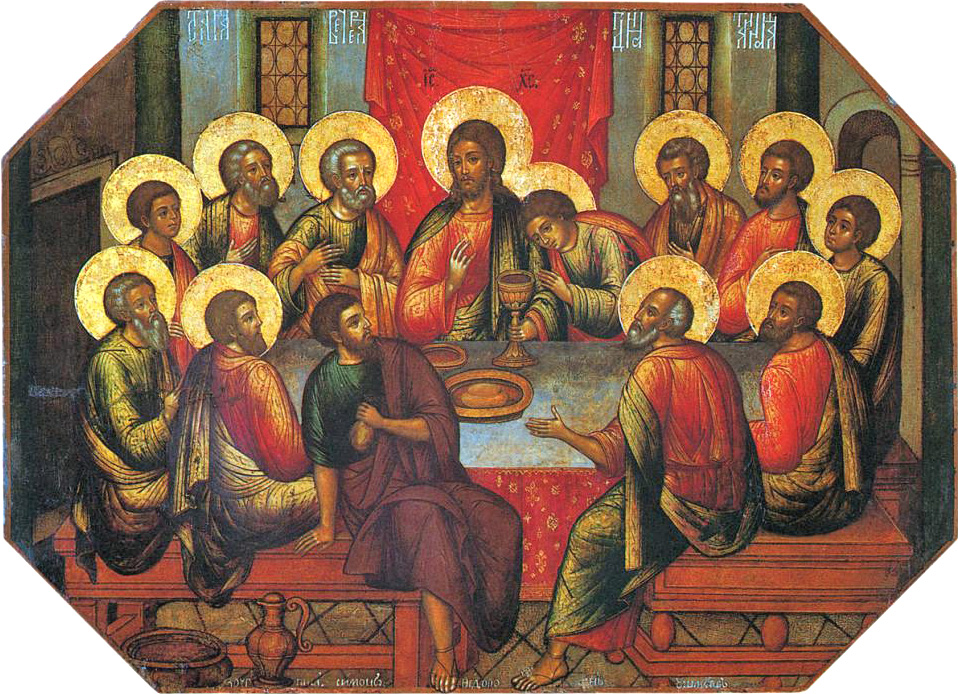
Última Cena, 1685
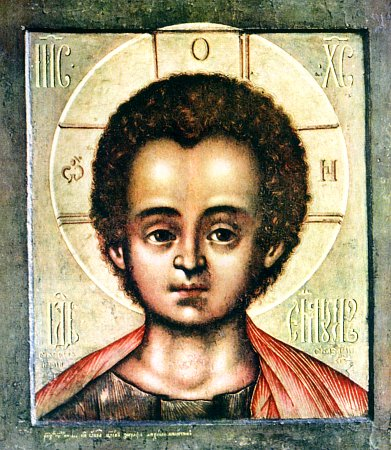
Cristo-Emanuel, 1686